# 索比斯基 (明尼蘇達州)
索比斯基（英語：Sobiesky）是一個位於美國明尼蘇達州莫里森縣的城市。

## 人口
根據2020年美國人口普查的數據，索比斯基的面積為10.36平方千米，皆為陸地。當地共有人口210人，而人口密度為每平方千米20人。